# Weiße Stadt (Oranienburg)

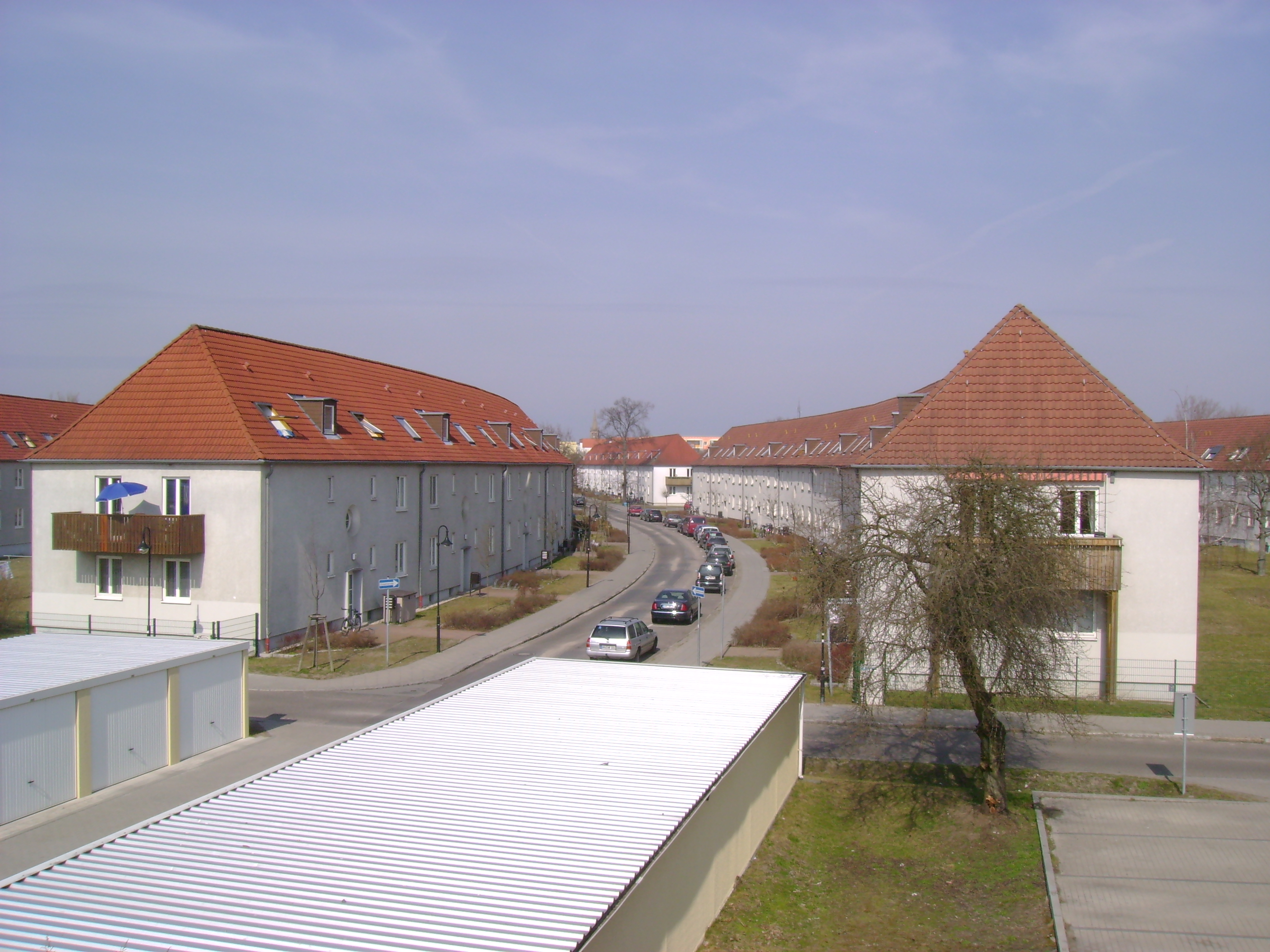
Beim Blick in die Hammer Straße wird die geschwungene Form der Straßen besonders deutlich

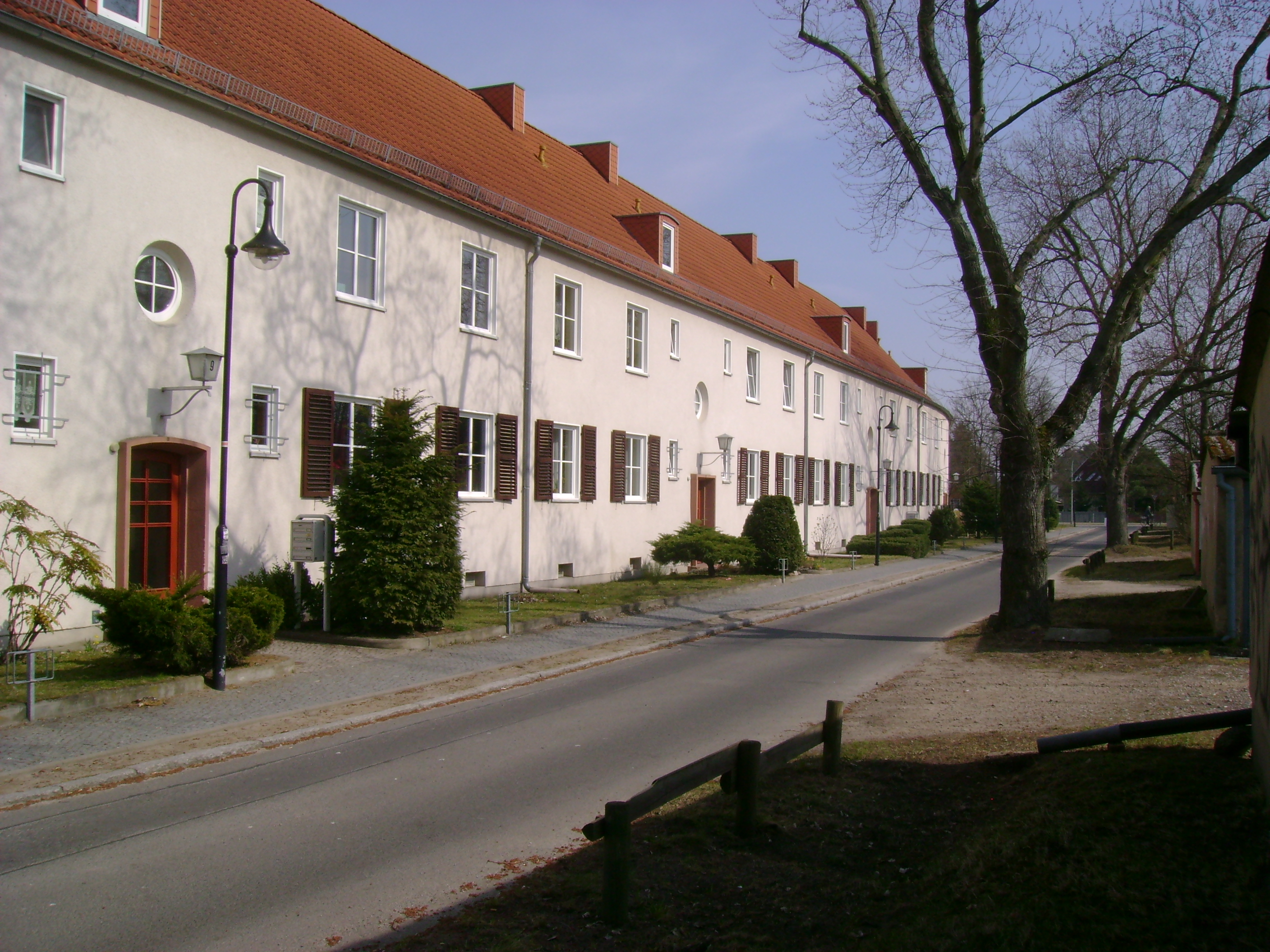
Wohnblock in der Friedrich-Engels-Straße

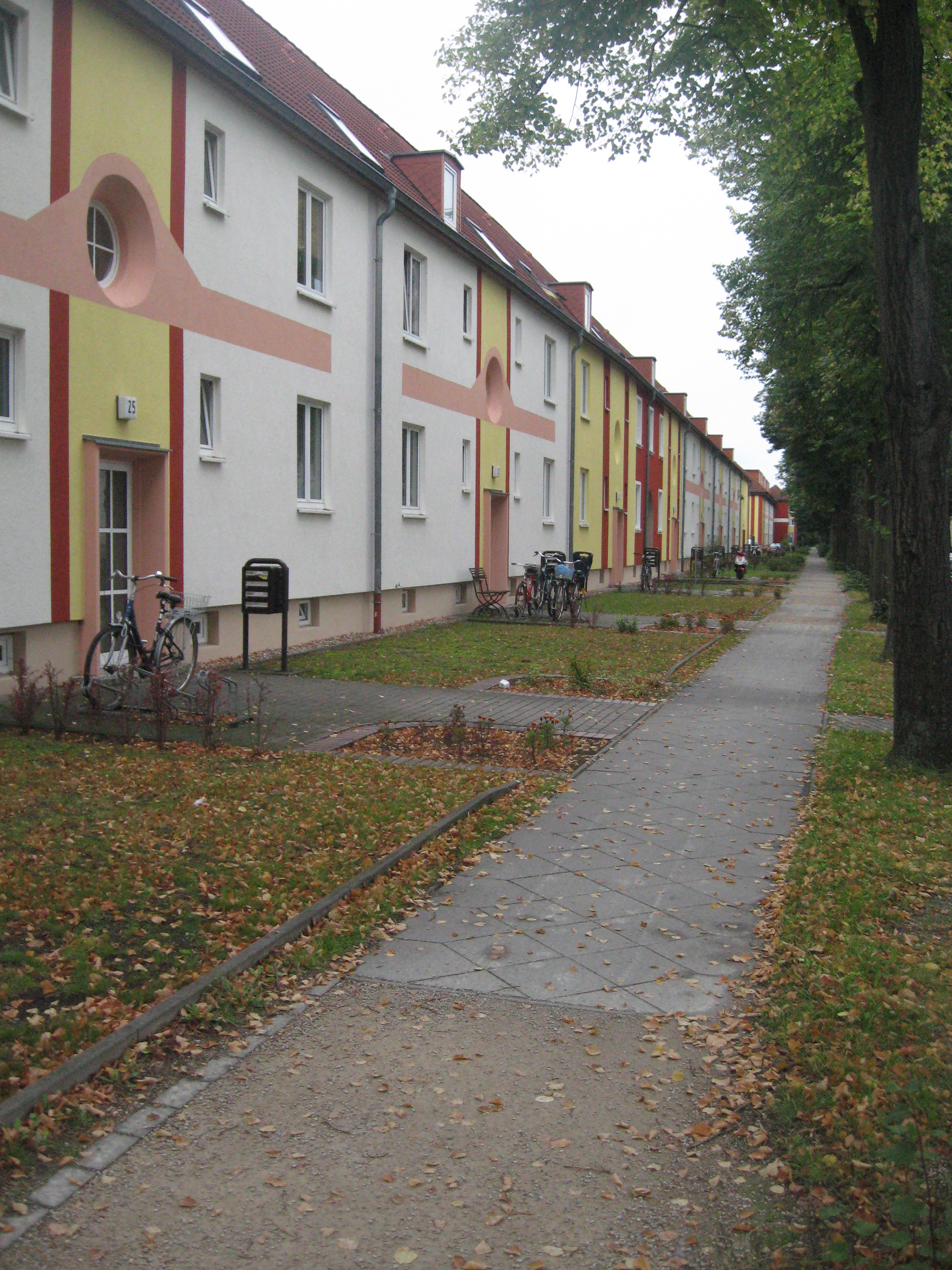
Farblich neu gestalteter Wohnblock in der Artur-Becker-Straße

Die Weiße Stadt in Oranienburg ist eine in den Jahren 1937/38 erbaute Werksiedlung für die Mitarbeiter der damaligen Heinkel-Werke Oranienburg (HWO). Der umgangssprachliche Name der Siedlung entstand aufgrund der weißen Fassade der Häuser und ist bis heute gebräuchlich. Nach dem Ende des Zweiten Weltkrieges wurde ein Großteil der Siedlung Teil einer Kaserne der Gruppe der Sowjetischen Streitkräfte in Deutschland und war für die Öffentlichkeit nicht zugänglich. Ab 1994, nach dem Abzug der sowjetischen Streitkräfte, wurde die Siedlung umfassend saniert und die Wohnungen vermietet.

## Geschichte
Zwischen 1936 und 1937 errichtete die Ernst Heinkel Flugzeugwerke GmbH in Oranienburg und Germendorf die Heinkel-Werke GmbH Oranienburg (HWO). In dem Werk sollten zwischen 8.000 und 10.000 Beschäftigte Kampfflugzeuge für die Luftwaffe bauen. Da nicht alle Arbeitskräfte aus der Region gewonnen werden konnten, warb man um Facharbeiter im ganzen Deutschen Reich. Um diese möglichst nahe am Werk unterbringen zu können, errichtete man die Werksiedlungen Weiße Stadt in Oranienburg und Leegebruch.   
In den Jahren 1937 bis 1938 entstand die Siedlung unter der Federführung des Architekten Herbert Rimpl, der den Gesamtplan für das Werk und die Siedlungen verantwortete, und Walter Tralau, der für die Weiße Stadt insbesondere verantwortlich zeichnete. Insgesamt plante Rimpl auf einer Fläche von 32.654 Quadratmetern 18 Wohnblöcke mit 662 Wohnungen zu errichten. Die neuen Straßen wurden nach Fliegern des Ersten Weltkrieges benannt. So entstanden die Boelckestraße (heutige Friedrich-Engels-Straße), die Hünefeldstraße (Melniker Straße), die Udet-Straße (Bagnoletstraße), und die Immelmannstraße (Hammer Straße), sowie die Rudolf-Kleine-Straße (Theodor-Neubauer-Straße) und Hans-Schemm-Straße (Artur-Becker-Straße).  Als direkte Verbindung zum Werk diente die Richthofenstraße (Walther-Bothe-Straße). Insgesamt wohnten zwischen 2200 und 2500 Menschen hier.
Um die Zweizimmerwohnung mit 45,3 m² oder die Zweieinhalbzimmerwohnung mit 53,4 m² mieten zu können, war bis auf wenige Ausnahmen eine Beschäftigung im Werk vorgeschrieben. Die Mieten variierten zwischen 42 und 50 RM.
Ab 1941 bis 1942 ließ das Reichsluftfahrtministerium weitere fünf Wohnblöcke errichten, die sich architektonisch an den vorhandenen Formen anpassten. In diesen Häusern, die der Architekt Klaus Heese entworfen hatte, wohnten Mitarbeiter der ansässigen Versuchsstelle für Höhenflüge, einer Sondereinheit der Luftwaffe. 
Im Jahre 1943 wurde wegen der zunehmenden Gefahr von Luftangriffen die weiße Fassade abgedunkelt. 
Nach Ende des Zweiten Weltkrieges übernahmen die sowjetischen Streitkräfte die Siedlung und bezogen sie in eine Kaserne ein. Bis 1994 war ein Großteil des Areals ummauert und für die Öffentlichkeit nicht zugänglich. Danach wurde die Siedlung umfassend saniert und die Wohnungen vermietet.